# 地獄への接吻
『地獄への接吻』（じごくへのせっぷん、英:Dressed to Kill）は、キッスが1975年に発表したサード・アルバム。日本でのデビュー・アルバムである。

## 解説
彼等は、デビュー・アルバム『キッス・ファースト 地獄からの使者』（1974年2月）、セカンド・アルバム『地獄のさけび』（1974年10月）、そして本作と、僅か13ヶ月の間に3作のアルバムを制作した。前作と前々作で起用されたケニー・カーナー（Kenny Kerner）とリッチー・ワイズ（Richie Wise）に代わって、カサブランカ・レコードの社長ニール・ボガートとメンバーが共同でプロデュースした。
初のヒット曲であり、次世代のロッカーに大いなるインスピレーションを示唆した不滅のロック・アンセム「ロックンロール・オールナイト」を収録し、Billboard 200で最高位32位を記録した。
1977年2月28日にゴールドディスク認定。

## 収録曲
1. ルーム・サーヴィス - "Room Service" (ポール・スタンレー)
2. トゥー・タイマー - "Two Timer" (ジーン・シモンズ)
3. レディス・イン・ウェイティング  - "Ladies in Waiting" (シモンズ)
4. ゲット・アウェイ - "Getaway" (エース・フレイリー)
5. ロック・ボトム - "Rock Bottom" (フレイリー、スタンレー)
6. 激しい愛を - "C'mon and Love Me" (スタンレー)
7. あの娘のために - "Anything for My Baby" (スタンレー)
8. 彼女 - "She" (シモンズ、ステファン・コロネル)[注釈 2]
9. すべての愛を - "Love Her All I Can" (スタンレー)
10. ロックンロール・オールナイト - "Rock and Roll All Nite" (スタンレー、シモンズ)